# Oakley (Fife)
Oakley es una localidad situada en Fife, en Escocia (Reino Unido). Tiene una población estimada, a mediados de 2020, de 2240 habitantes.
Está ubicada al norte del fiordo de Forth, a poca distancia de la ciudad de Glenrothes.